# Desbancarización

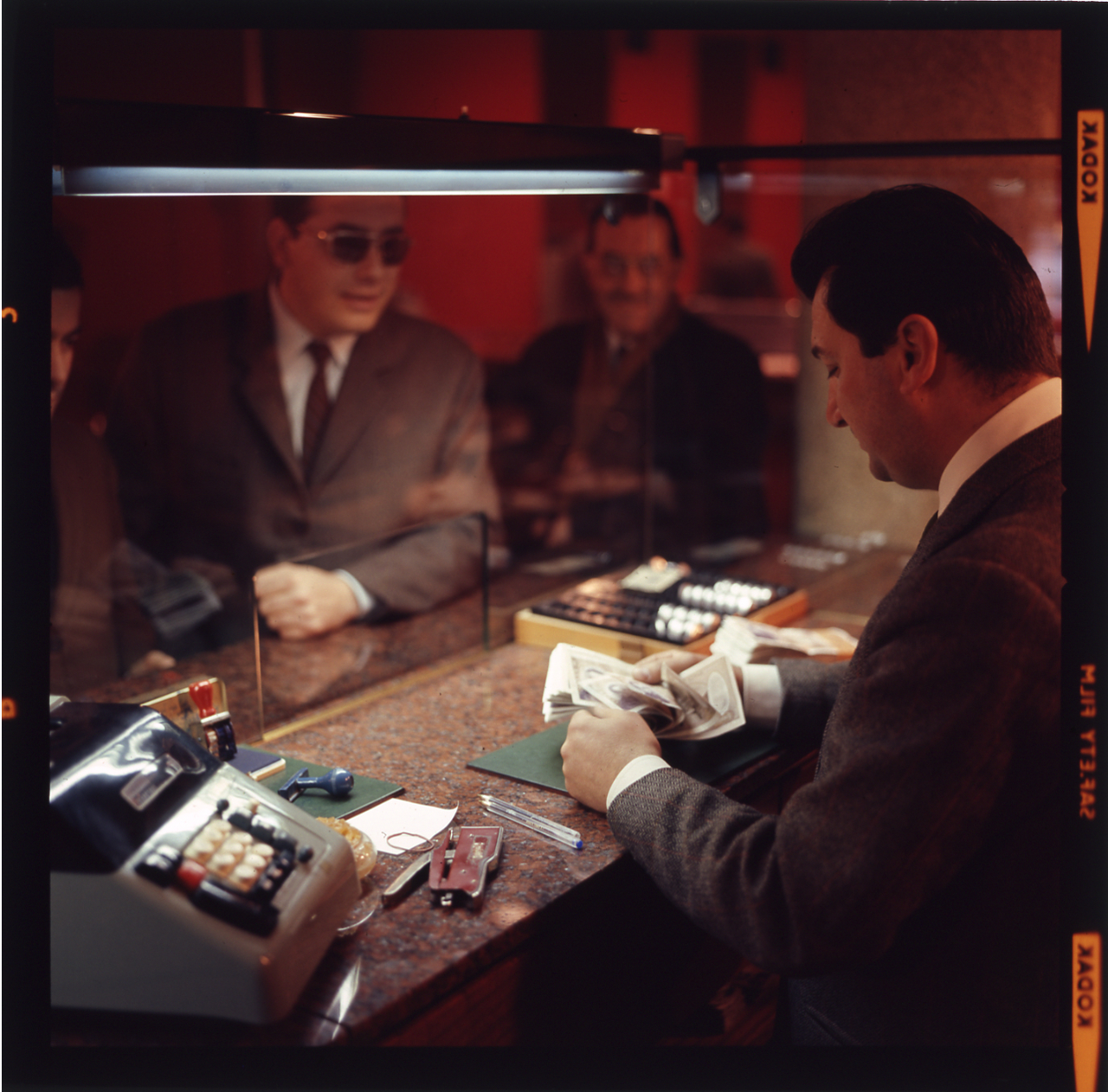
Cajero de un banco atendiendo a un cliente. La desbancarización consiste en que el banco le cierra la cuenta al cliente por desconfianza.

La desbancarización, también conocida dentro de la industria bancaria por la expresión inglesa de-risking (reducción de riesgos), es el cierre, por iniciativa de un banco, de las cuentas bancarias de personas u organizaciones percibidas como un riesgo financiero, legal, regulatorio o de reputación para dicho banco.
Se pueden citar como ejemplos la aplicación de leyes contra la corrupción y el blanqueo de dinero, el cierre de cuentas bancarias de trabajadoras sexualesy de personas consideradas políticamente expuestas.
Este cierre de cuentas por parte del banco se realiza generalmente sin dar ninguna razón a los titulares de las cuentas y sin posibilidad de recurso. La desbancarización puede tener graves consecuencias para las personas, ya que las aísla de muchas actividades de la sociedad.
En español se emplea de-risking con un sentido más amplio, de reducción de riesgos políticos o empresariales. Otros conceptos análogos son reducción del daño (en el ámbito médico), reducción del riesgo de desastres (naturales), gestión de riesgos y la prevención de riesgos laborales.

## Reino Unido
Tras el escándalo en el que el banco Coutts & Co. eliminó a Nigel Farage como cliente, el Gobierno británico inició una investigación sobre las prácticas de desbancarización en el Reino Unido. La Autoridad de Conducta Financiera (FCA por sus siglas en inglés) informó que los bancos del Reino Unido estaban cerrando casi mil cuentas diariamente, con poco más de 343 000 cerradas en 2022, en comparación con aproximadamente 45 000 en 2017.
En septiembre de 2023, la FCA anunció que concluía que los bancos no habían cerrado las cuentas de los clientes por razones políticas. Había investigado 4 cuentas por haber sido clausuradas por razones potencialmente políticas, pero encontró que la verdadera razón había sido la forma en que los titulares habían actuado hacia el personal de los respectivos bancos. Nigel Farage calificó "farsa" el resultado de esta investigación.
Las acusaciones de desbancarización desproporcionada de los musulmanes británicos también han dado lugar a peticiones de escrutinio político. Según se informa, la comunidad nigeriana británica también se ha visto afectada. Alexandra Tolstoy, nacida en Poole, sospechaba que NatWest podría haber cerrado su cuenta debido a su nombre ruso. Baz Melia MBE acusó a NatWest de destruir su negocio al cerrar sus cuentas y las de su familia, lo que sospechaba que había sucedido debido a una conexión con un socio comercial con sede en Arabia Saudita. Los grupos empresariales ucraniano-británicos informaron sobre ejemplos de empresas que fueron desbancarizadas por comerciar con Ucrania.

## Estados Unidos y Canadá
Los medios de comunicación han informado de múltiples casos en que bancos estadounidenses y canadienses habrían cerrado las cuentas de clientes musulmanes por motivos cuestionables. En respuesta a la protesta del convoy de Canadá de 2022, al menos 76 cuentas bancarias vinculadas a las protestas por un total de 3,2 millones de dólares canadienses fueron congeladas en virtud de la Ley de Emergencias.